# 平田曽我山古墳
平田曽我山古墳（ひらたそがやまこふん、平田曾我山古墳）は、高知県宿毛市平田町戸内にある古墳。形状は一説に前方後円墳。宿毛市指定史跡に指定され、出土品は宿毛市指定保護有形文化財に指定されている。
前方後円墳とすれば高知県唯一になるが、現在では墳丘はほぼ失われている。

## 概要
高知県西部、平田川左岸の標高約20メートルの丘陵端に築造された古墳である。平田川対岸には古墳時代前期の直径約18メートルの円墳2基（高岡山古墳群）も知られ、本古墳はそれらとともに平田古墳群を形成する。1948年（昭和23年）の平田中学校建設工事に際する銅鏡等の出土により発見されたもので、発見以前には「曽我山」という丘上に曽我神社が祀られ、その社殿東に円丘がある状態であったという。しかし発見時にはすでに工事のため大部分が削り取られた状態で、現在ではほぼ消滅している。
墳形は一説に前方後円形とされるが、否定的な見解も強い。墳丘長は推定復元で110メートル（別説では60メートル）。埋葬施設はすでに失われており、発見時には石室はなく木棺が存在したと伝わるが、粘土槨か木炭槨か等の詳細は不明。出土遺物としては、銅鏡・鉄剣・土師器がある。
この平田曽我山古墳は、古墳時代中期の5世紀前半頃の築造と推定される。平田古墳群としては高岡山1号墳→高岡山2号墳→曽我山古墳の築造順に位置づけられるが、曽我山古墳以後の変遷は明らかでない。被葬者については、本古墳が幡多地域を代表する古墳であることから、初代波多国造の天韓襲命（あめのからそのみこと）に推定する説がある。なお、高知県では前期・中期古墳は波多国造の領域（高知県西部）のみに分布し、後期古墳を主とする都佐国造の領域（高知県中部・東部）ではほぼ見られないことから、ヤマト王権への服属は幡多地域から始まったと推測する説がある。
1957年（昭和32年）に古墳域は宿毛市指定史跡に、出土品は宿毛市指定保護有形文化財に指定されている。

## 出土品
古墳からの出土品は次の通り。
- 銅鏡 2面
獣形鏡と獣首鏡の2面であるが、中学校建設工事の際に破砕されている。獣形鏡は直径10.4センチメートルで、中国製鏡を模倣した仿製鏡である。獣首鏡は直径約15センチメートルの中国製鏡で、漢末の製作とされる[3]。
- 鉄剣 数点
両刃の剣・片刃の剣が混在するが、腐食のため完形は不明[3]。
- 土師器 多数
完形はなく破片多数が出土するため、古墳築造の祭祀に使用したものと推測される[3]。なお、須恵器は出土していない[1]。

現在では出土品は宿毛市立宿毛歴史館（宿毛市中央）で保管・展示されている。

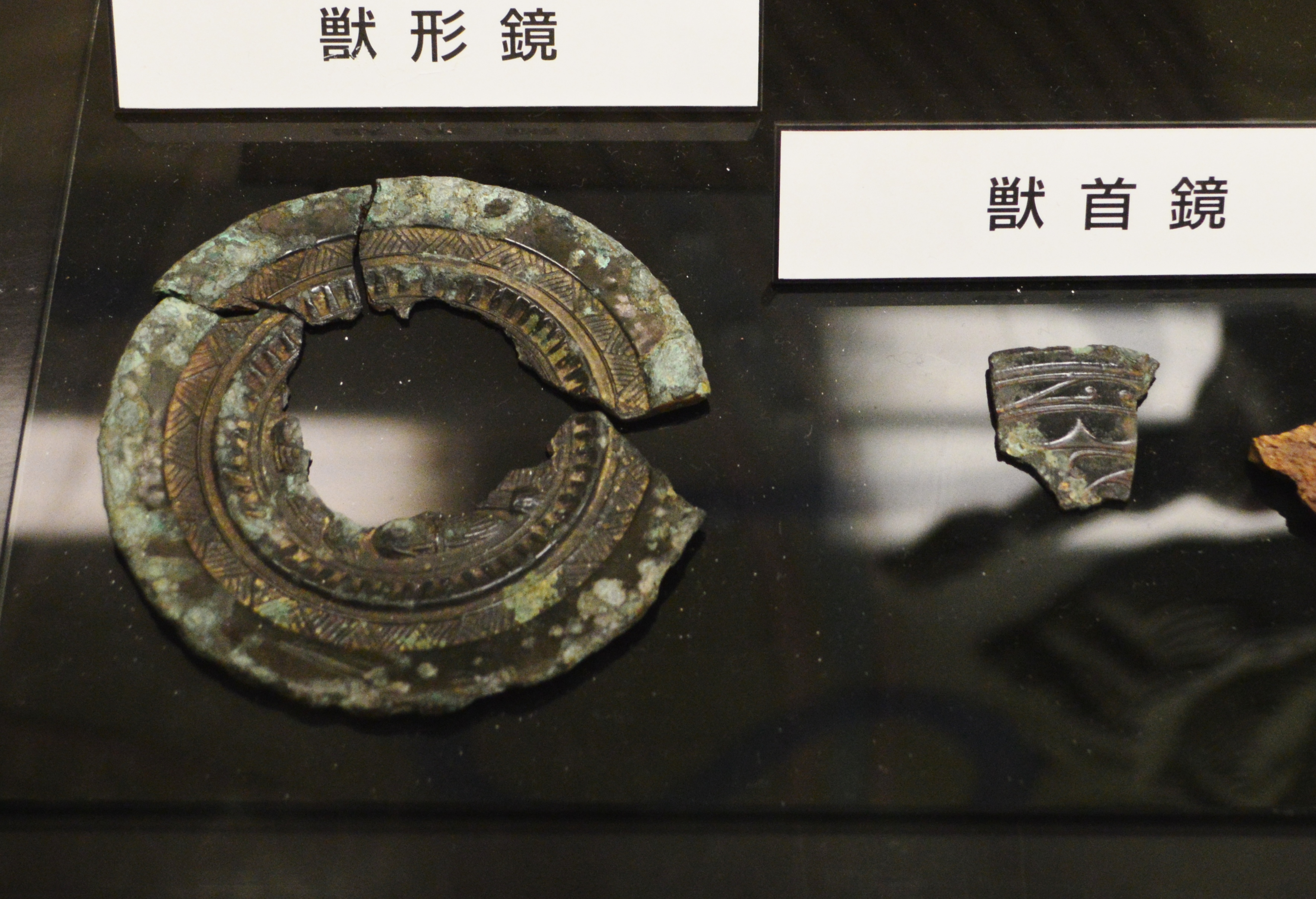
獣形鏡・獣首鏡 宿毛市指定文化財。宿毛市立宿毛歴史館展示。
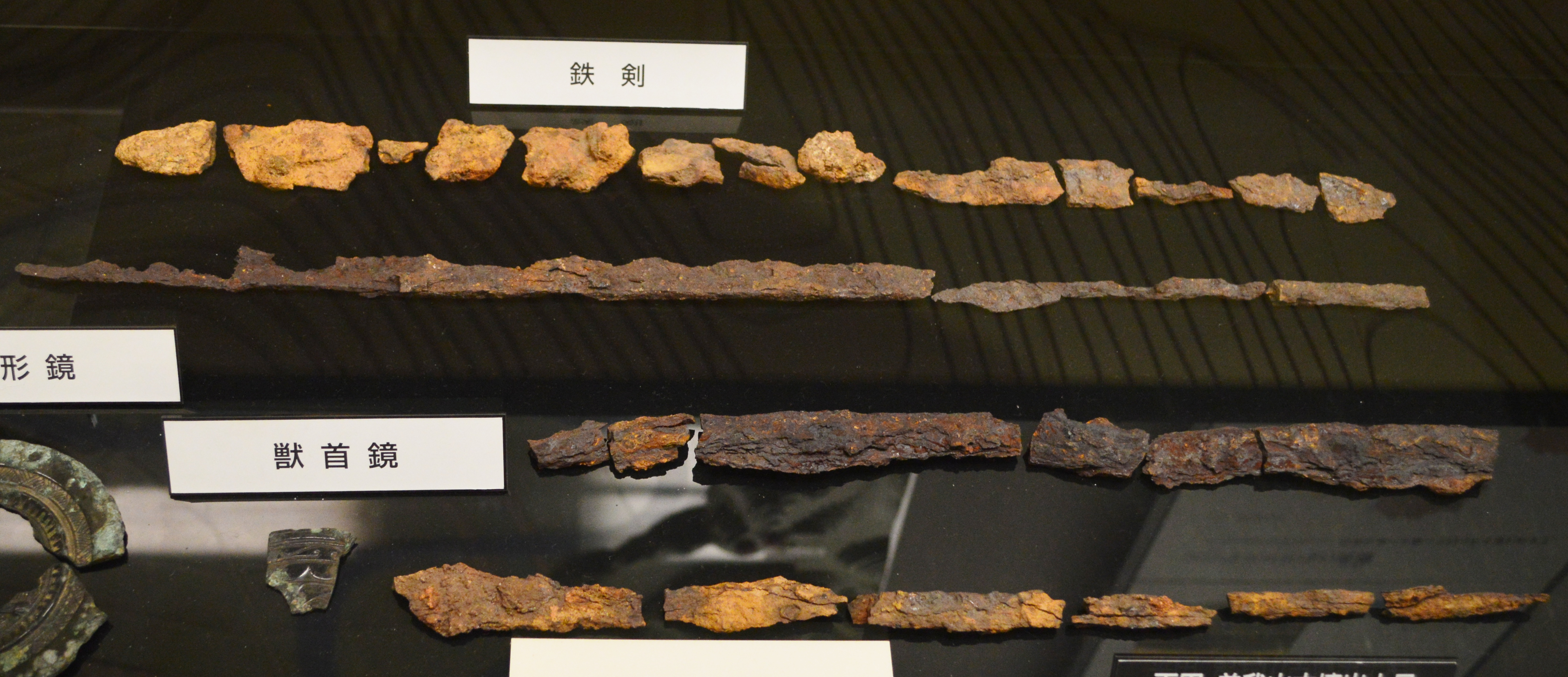
鉄剣 宿毛市指定文化財。宿毛市立宿毛歴史館展示。
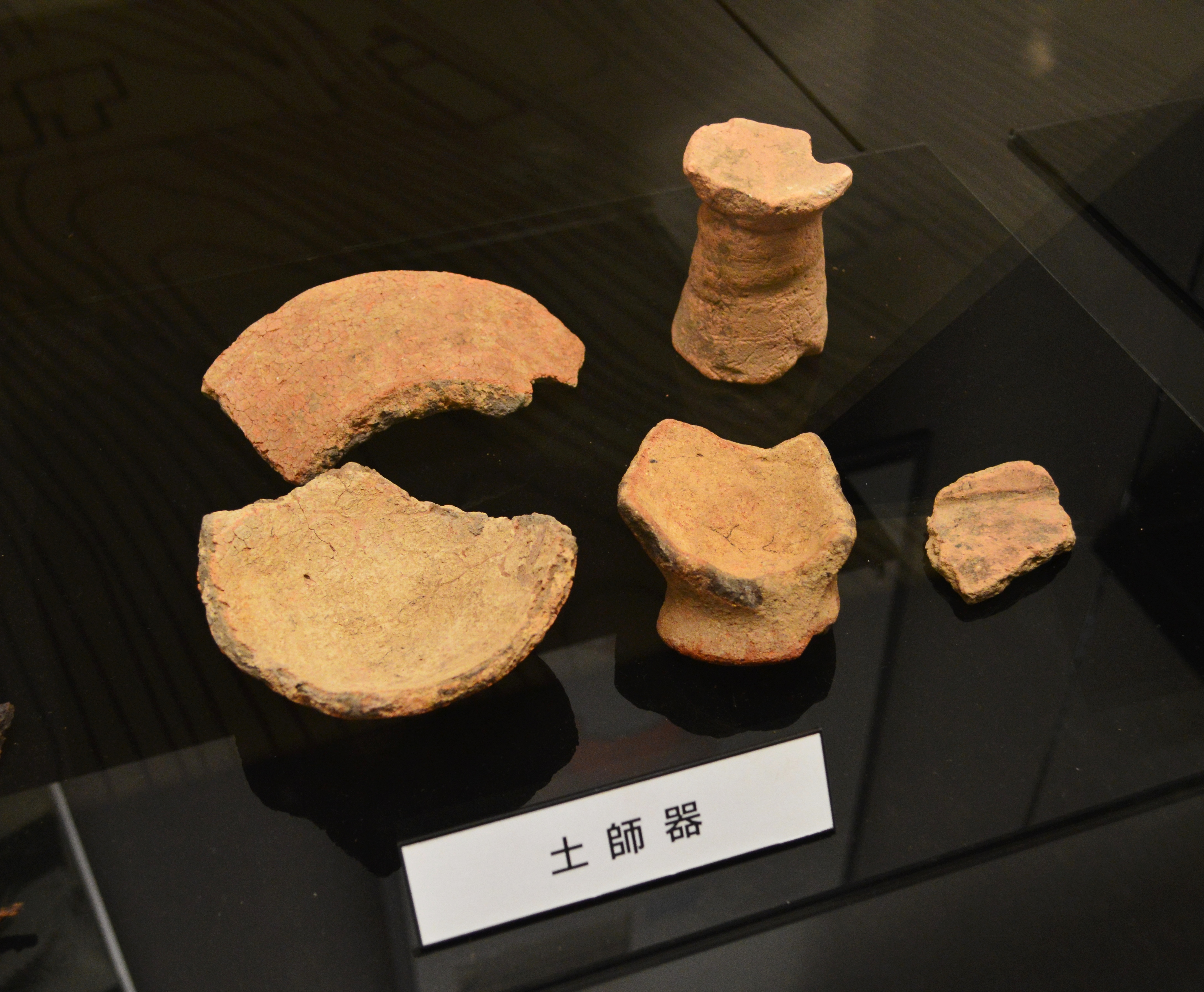
土師器 宿毛市指定文化財。宿毛市立宿毛歴史館展示。

## 文化財

### 宿毛市指定文化財
- 保護有形文化財
  - 平田曾我山古墳出土品 - 1957年（昭和32年）7月27日指定[1]。
- 史跡
  - 平田曾我山古墳 - 1957年（昭和32年）7月27日指定[1]。

## 現地情報
所在地
- 高知県宿毛市平田町戸内

関連施設
- 宿毛市立宿毛歴史館（宿毛市中央） - 平田曽我山古墳の出土品等を保管・展示。

周辺
- 高知坐神社 - 式内社。一説に波多国造の奉斎。
- 高岡山古墳群 - 高岡山にあった2基の古墳。高知西南中核工業団地の造成に伴い消滅。出土品は高知県指定保護有形文化財に指定。